# جنبش حقوق معلولین

پرچم معلولیت، پرچمی که حقوق افراد معلول را نمایش می‌دهد.

جنبش حقوق معلولین یک حرکت اجتماعی جهانی بوده که به دنبال تضمین فرصت‌ها و حقوق مساوی برای تمام افراد دارای معلولیت می‌باشد.
این جنبش از مؤسسات فعال در زمینه معلولیت، که از آنان به «مدافعین معلولیت» نیز یاد می‌شون، ساخته شده که با هم برای اهداف و خواسته‌های مشابه مانند این موارد کار می‌کنند: دسترس‌پذیری و ایمنی در معماری، حمل‌ونقل و محیط فیزیکی؛ فرصت‌های یکسان در زندگی مستقل، مساوات در اشتغال، تحصیل و مسکن؛ و رهایی از تبعیض، آزار و اذیت، نادیده گرفتن و موارد دیگر نقض حقوق در سراسر جهان. فعالان معلولیت به هدف شکستن موانع سازمانی، فیزیکی و اجتماعی که مانع معلولین برای زندگی عادی مانند سایر شهروندان می‌شود، فعالیت می‌نماید.
حقوق معلولین پیچیده‌است زیرا این حقوق در بسترهای مختلف اجتماعی-سیاسی، فرهنگی و حقوقی از راه‌های متعددی می‌تواند نقض شود. به‌طور مثال، در زمان‌های مدرن، مانع مشترکی که افراد دارای معلولیت با آن مواجه اند، استخدام است. به‌صورت خاص کارفرماها اغلب نمی‌خواهند یا نمی‌توانند محل استراحت مورد نیاز را برای افراد دارای معلولیت طوری فراهم کنند که آن‌ها به صورت مؤثر فعالیت‌های کاری شان را انجام دهند.
فعالان معلولیت، هنگام بحث کردن در مورد نیازهای معلولین، اذعان می‌کنند که راه حل‌ها شامل اشتراک فعال افراد دارای معلولیت، لااقل تا حدی می‌شود. سیستم‌های فعلی وجود دارند که شامل دخیل شدن طرف ثالث مانند بازسازی ذهنی و مدافعه حقوقی می‌شوند، اما تعداد اندک این میتودها، توانمندسازی این گروه را دربر می‌گیرند تا به خودکفایی برسند.

## تاریخچه

### ایالات متحده
حقوق معلولین در آمریکا در قرن گذشته به‌صورت چشم‌گیری تکامل یافته‌است. قبل از جنبش حقوق معلولین، امتناع رئیس‌جمهور فرانکلین دیلانو روزولت از قرار گرفتن وضعیت آسیب‌پذیر وی در معرض دید عام، نماد و نشان‌دهنده موجودیت ننگ پیرامون معلولیت‌ها بود. او هنگام کمپین، سخنرانی یا انجام وظایف منحیث یک شخصیت مردمی، معلولیت‌اش را پنهان کرد که این کار باعث تداوم بخشیدن این ایدئولوژی شد که «معلولیت معادل ضعف است».
در این برهه، معلولیت در ایالات متحده یک مسئله شخصی بود و مؤسسات سیاسی یا دولتی زیادی وجود نداشت تا از افراد در این گروه حمایت کنند. در دهه ۱۹۵۰، گذار به مؤسسات داوطلب و والدین محور مانند مارچ آف دایمز، صورت گرفت. هرچند این آغاز فعالیت و حمایت از این گروه‌ها بود، اطفال دارای معلولیت تا حد زیادی توسط والدین شان به دلیل ترس از معالجه اجباری پنهان می‌شدند. زمانی که جنبش حقوق مدنی در دهه ۱۹۶۰ اوج گرفت، مدافعین معلولیت با آن جنبش و جنبش‌های حقوق زنان یک‌جا شدند تا برخورد یک‌سان را ترویج کرده و کلیشه‌ها را به چالش بکشند. این زمانی بود که مدافعه حقوق معلولیت آغاز شد تا بالای عبور از معلولیت تمرکز کند. افراد دارای انواع مختلف معلولیت (معلولیت‌های فیزیکی و ذهنی، هم‌چنین معلولیت‌های دیداری و شنیداری) و نیازهای مختلف اساسی یک‌جا شده و به هدف مشترک مبارزه کردند.
در سال ۱۹۹۰ بود که قانون افراد دارای معلولیت آمریکا (ADA) تصویب شده و از لحاظ قانونی تبعیض در برابر معلولین را ممنوع قرار داد و راه دسترسی معلولین به تمام ساختمان‌ها و محلات عامه را اجباری ساخت. ADA به این دلیل اهمیت تاریخی دارد که مفهوم استراحت و اسکان معقول را برای حفاظت از کارمندان و کارفرمایان تعریف کرد. امروزه، مدافعین حقوق معلولین به حمایت شان از کسانی که مورد تبعیض قرار می‌گیرند، ادامه می‌دهند و هم‌چنان در راستای مسائل مهم‌تری مانند تنفیذ قانون و تداوی افراد دارای معلولیت کار می‌کنند. در سطح جهانی، سازمان ملل متحد کنوانسیون حقوق افراد دارای مسؤلیت را تأسیس کرد که به‌صورت خاص در مورد افراد بومی و دارای معلولیت بحث می‌کند (Lockwood 146).

## موانع معلولیت

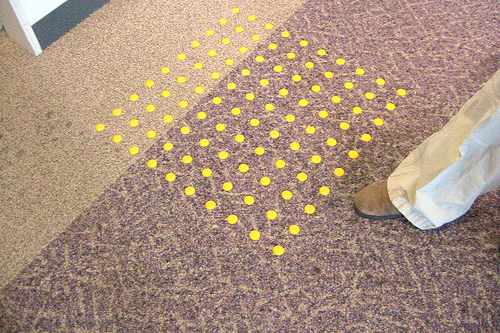
کفپوش برجسته برای افراد دچار به نقص بینایی در فرودگاه بین‌المللی ناریتا واقع در ژاپن

مدل اجتماعی معلولیت پیشنهاد می‌کند که معلولیت، ناشی از نحوهٔ نظم جامعه است نه ضعف یا ناتوانی فرد. این مدل پیشنهاد می‌کند که موانع در جامعه توسط تبعیض علیه معلولین ایجاد می‌شود. زمانی که موانع برطرف شوند، افراد دارای معلولیت می‌توانند در جامعه مستقل و برابر باشند.
سه نوع مانع اساسی وجود دارد:
1. موانع نگرشی: توسط افرادی ایجاد می‌شوند که وقتی به نحوی با افراد دارای معلولیت مقابل می‌شوند، تنها معلولیت را می‌بینند. این موانع نگرشی را می‌توان در زورگویی، تبعیض و ترس مشاهده کرد. موانع نگرشی دربرگیرنده داشتن توقعات پایین از افراد دارای معلولیت می‌شود. این موانع به تمام موانع دیگر نیز کمک کننده هستند.[۱۱][۱۲][۱۳] نگرش در مقابل افراد دارای معلولیت در کشورهای دارای عایدات اندک و متوسط می‌تواند شدیدتر باشد.[۱۴]
2. موانع محیطی: محیط‌های غیرقابل دسترس، طبیعی یا مصنوعی، با ایجاد کردن موانع در برابر همه شمولی، معلولیت ایجاد می‌کنند.
3. موانع سازمانی: عبارت از: بسیاری از قوانین، سیاست‌ها، روش‌ها، یا استراتژی‌هایی که در برابر افراد دارای معلولیت تبعیض قایل می‌شوند. به‌طور مثال، مطالعه پنج کشور آسیای جنوب شرقی در یافته‌است که قوانین انتخاباتی به‌صورت خاص از حقوق سیاسی افراد دارای معلولیت حفاظت نمی‌کند، از سوی دیگر «برخی از بانک‌ها به افراد دارای ضعف بینایی اجازه نمی‌دهند تا حساب باز کنند و مراکز تست HIV اغلب مترجم‌های زبان اشاره را به دلیل سیاست‌های محرمیت رد می‌کنند».[۱۵] در برخی از کشورها قوانین محدود کننده‌ای وجود دارد که به صورت خاص روی افراد دارای ناتوانی‌های ذهنی یا روانی اجتماعی تأثیر می‌گذارند.[۱۶]

سایر موانع عبارت از: موانع داخلی (توقعات پایین از افراد دارای معلولیت می‌تواند اعتماد به نفس و اشتیاق شان را تضعیف کند)، دیتا و آمارهای نامناسب، عدم اشتراک و مشورت با افراد معلول.

## معضلات

### افراد دارای معلولیت فیزیکی
دسترسی به محلات عامه مانند جاده‌های شهری، ساختمان‌های عمومی و سرویس‌های بهداشتی، برخی از تغییرات قابل ملاحظهٔ هستند که در دهه‌های اخیر برای دور کردن موانع فیزیکی آورده شده‌اند. یک تغییر قابل ملاحظه در برخی از قسمت‌های جهان، نصب آسانسورها، دروازه‌های اتوماتیک، دروازه‌ها و دهلیزهای وسیع، آسانسورهای حمل‌ونقل، سطوح مایل برای ویلچر، برش‌های مایل و برداشتن پله‌های غیر ضروری در جاهای که لفت یا سطوح مایل وجود ندارد می‌باشد تا افرادی که در ویلچر هستند یا سایر ناتوانی‌های حرکی دارند بتوانند از پلکان و معابر عمومی به‌صورت آسان‌تر و امن تری استفاده کنند.

#### افراد دارای معلولیت بینایی

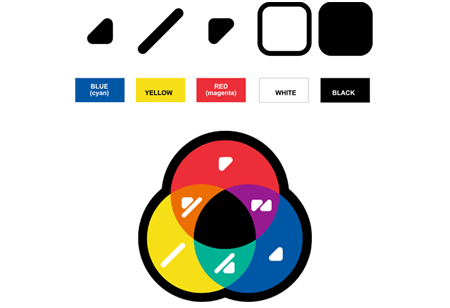
علامات راهنما برای افراد دچار نقص بصری رنگ (CVD)

افرادی که دارای ضعف منظم در شناسایی رنگ‌ها هستند به دلیل این‌که نمی‌توانند رنگ‌های مشخصی را تشخیص بدهند، به‌صورت منظم در معرض تبعیض‌های تلویحی قرار می‌گیرند. یک سیستم علایم رمزی با اشکال هندسی که بنام Coloradd یاد می‌شود توسط پروفیسور میگویل نایوا در دانشگاه مینهو، پورتگال در سال ۲۰۱۰ توسعه داده شد تا رنگ‌هایی را که افراد در تشخیص آن‌ها مشکل دارند، نشان دهد.

### افراد دارای معلولیت رشدی
مدافعین حقوق افراد دارای معلولیت رشدی، تلاش‌های شان را روی پذیرش در قوه کار و فعالیت‌ها و رویدادهای روزمرهٔ که قبلاً از آن‌ها محروم بودند، متمرکز می‌سازند. برخلاف بیشتر رهبران در جامعه حقوق معلولین فیزیکی، توسعه مدافعه خودی برای افرادی که معلولیت‌های رشدی دارند، کند بوده‌است. در نتیجه، بیشترین کاری که توسط جنبش حقوق معلولین انجام شده‌است توسط متحدین، یا آن‌هایی که معلولیت نداشته اما با افراد دارای معلولیت رابطه قوی دارند، انجام پذیرفته‌است. والدین، دوستان، خواهران و برادران زمانی که نزدیکان معلول شان نتوانسته‌اند برای تحصیل و پذیرش مبارزه کنند، این کار را بدوش گرفته‌اند. آگاهی عمومی جنبش حقوق مدنی برای این گروه از افراد محدود است و کلیشه‌سازی افراد دارای معلولیت‌های رشدی به عنوان شهروندانی که سهم شان را ادا نکرده و وابسته به دیگران هستند، هنوز هم رایج می‌باشد. امروزه، چنانچه «R-Word» نشان داده‌است، این جنبش بالای افزایش این آگاهی‌عامه، تمرکز بیشتر اجتماعی دارد، به گونه‌ای که آن‌ها تلاش می‌کنند تا استفاده محاره‌ای از واژه «عقب‌مانده» را حذف کنند.